# 河辺正三
河辺 正三（かわべ まさかず、1886年（明治19年）12月5日 - 1965年（昭和40年）3月2日）は、日本陸軍の軍人。最終階級は陸軍大将。

## 人物
1886年（明治19年）12月、富山県礪波郡苗加村に河辺純三の三男として生まれる。終戦時の参謀次長河辺虎四郎中将（陸士24期、陸大33期優等）、瀧田俊吾軍医大佐は実弟である。1905年（明治38年）に正三、虎四郎兄弟は陸軍士官学校、名古屋陸軍幼年学校に合格している。兄弟は草鞋ばきでそれぞれの受験地金沢までの往復を共にした。
旧制高岡中学校を経て、陸軍士官学校（19期）、陸軍大学校（27期優等）卒業。
1907年（明治40年）12月26日、歩兵少尉に任官して 石川県野田村に駐屯していた歩兵第35聯隊附から軍歴をはじめて以降、主要な経歴として名古屋歩兵第6連隊長、教育総監部第一課長、支那駐屯歩兵旅団長、第3軍司令官、支那派遣軍総参謀長、緬甸方面軍司令官、中部軍司令官、航空総軍司令官、第1総軍司令官、第1復員司令官を歴任した。
日中戦争のきっかけとなった盧溝橋事件のときは、支那駐屯歩兵旅団長(1937年)として支那駐屯歩兵第1連隊長・牟田口廉也歩兵大佐（陸士22期、陸大29期）の直属上官であり、また緬甸方面軍司令官(1944年)として太平洋戦争のインパール作戦を指揮した第15軍司令官牟田口廉也中将の上官でもあった。
1945年（昭和20年）12月2日、連合国軍最高司令官総司令部は日本政府に対し河辺を逮捕するよう命令（第三次逮捕者59名中の1人）。戦犯容疑で巣鴨拘置所に勾留されたが、1947年（昭和22年）に釈放。
1948年（昭和23年）12月9日の丸の内裁判では田村浩（元陸軍中将）の証人として河辺が出廷した。

## 年譜
- 1907年（明治40年）5月31日 陸軍士官学校卒業（139番/1068名、歩兵科では117番）[4]
- 1907年（明治40年）12月26日 任歩兵少尉、歩兵第35連隊附
- 1910年（明治43年）11月30日 任歩兵中尉
- 1915年（大正4年）12月11日 陸軍大学校卒業（2番/56名）
- 1917年（大正6年）8月6日 任歩兵大尉（陸軍省軍務局瑞西国駐在、1919年(大正8年)にスイス公使館武官佐藤安之助大佐、補佐官東條英機少佐、補佐官山下奉文少佐と交流）
- 1920年（大正9年）5月 瑞西国駐在員の荻洲立兵大尉と連名で「瑞西国航空界の現況」を報告。[5]
- 1923年（大正12年）8月6日　任歩兵少佐、教育総監部課員（9月1日調）
- 1925年（大正14年）6月18日 参謀本部部員兼元帥副官（元帥陸軍大将子爵川村景明）、9月1日時点では免兼。
- 1927年（昭和2年）
  - 7月26日　任歩兵中佐（9月1日時点で同期歩兵科の序列は33番）
  - 11月15日 陸軍大学校教官[6]
- 1929年（昭和4年）8月1日 獨国在勤帝国大使館附武官、獨国駐在員取締
- 1931年（昭和6年）8月1日 任歩兵大佐（9月1日時点で同期歩兵科の序列は13番）
- 1932年（昭和7年）2月6日 参謀本部附
- 1932年（昭和7年）4月11日 歩兵第6連隊長
- 1933年（昭和8年）8月1日　陸軍歩兵学校教導隊長兼同校教官兼同校研究部々員
- 1934年（昭和9年）3月5日　教育総監部第一課長兼陸軍通信学校研究部々員、陸軍軍需審議会委員、航空研究委員会委員
- 1936年（昭和11年）3月7日 任少将・教育総監部附（9月1日時点で同期歩兵科の序列は11番）
- 1936年（昭和11年）4月30日 支那駐屯歩兵旅団長
- 1937年（昭和12年）8月26日 北支那方面軍参謀副長
- 1938年（昭和13年）2月15日 中支那派遣軍参謀長
- 1939年（昭和14年）
  - 1月31日 教育総監部本部長[6]
  - 3月9日 任中将
- 1940年（昭和15年）3月9日 第12師団長
- 1941年（昭和16年）3月1日 第3軍司令官
- 1942年（昭和17年）8月17日 支那派遣軍総参謀長
- 1943年（昭和18年）3月18日 緬甸方面軍司令官
- 1944年（昭和19年）8月30日 参謀本部附
- 1944年（昭和19年）12月1日 中部軍司令官
- 1945年（昭和20年）2月1日 第15方面軍司令官兼中部軍管区司令官
- 1945年（昭和20年）3月9日 任大将
- 1945年（昭和20年）4月7日 航空総軍司令官
- 1945年（昭和20年）8月16日 兼陸軍航空本部長
- 1945年（昭和20年）10月1日 第1総軍司令官兼陸軍航空本部長
- 1945年（昭和20年）10月15日 第1復員司令官兼陸軍航空本部長
- 1945年（昭和20年）11月30日 予備役
- 1948年（昭和23年）1月31日 公職追放の仮指定を受ける[7]

## エピソード
- 牟田口廉也とは盧溝橋事件当時も部下と上司の関係であり、インパール作戦に際しては「かねてより牟田口が熱意を持って推進してきた作戦なのでぜひやらせてやりたい」と作戦を認可。その後、敗色濃厚となった1944年（昭和19年）6月に牟田口を訪ねて戦況を確認した際、両者とも作戦の中止を内心考えていた（後に、牟田口は防衛庁防衛研究所戦史室の取材に「言葉ではなく、私の顔を見て真意を察して欲しかった」と語っている）が、責任を取ることへの怖れからお互いにそれを言い出せず、結果として中止決定が遅れ、損害の拡大につながった。
- インド独立運動の指導者の一人であるスバス・チャンドラ・ボースのことを極めて高く評価していた。河辺はラングーンでボースと始めて会見した際、歓迎の宴席で示されたボースのインド独立にかける意志と、その後の態度を見てボースに惚れ込み、「りっぱな男だ。日本人にもあれほどの男はおらん」と述べたという[8]。また「チャンドラ・ボースの壮図を見殺しにできぬ苦慮が、正純な戦略的判断を混濁させたのである」と、インパール作戦実行の背景にはボースに対する日本軍側の「情」があったのだとしている[9]。河辺はすでに作戦の失敗は明らかであった6月の段階になっても、「この作戦には、日印両国の運命がかかっている。一兵一馬でも注ぎ込んで、牟田口を押してやろう。そして、チャンドラ・ボースと心中するのだ。」と考えていたという[10]。
- 朝鮮戦争時に、失業復員軍人らを集めた義勇軍の総司令官となって朝鮮半島にわたる計画があったが、谷田勇、高嶋辰彦および堀場一雄を参謀格に据えた幹部人選を終えたころに憲法の制約で編成は不可能という結論が下り、計画は中止された[11]。

## 栄典
勲章等
- 1940年（昭和15年）8月15日 - 紀元二千六百年祝典記念章[12]

外国勲章佩用允許
- 1943年（昭和18年）7月14日 - 中華民国：一級同光勲章[13]